# Prokowo (gromada)
Prokowo – dawna gromada, czyli najmniejsza jednostka podziału terytorialnego Polskiej Rzeczypospolitej Ludowej w latach 1954–1972.
Gromady, z gromadzkimi radami narodowymi (GRN) jako organami władzy najniższego stopnia na wsi, funkcjonowały od reformy reorganizującej administrację wiejską przeprowadzonej jesienią 1954 do momentu ich zniesienia z dniem 1 stycznia 1973, tym samym wypierając organizację gminną w latach 1954–1972.
Gromadę Prokowo z siedzibą GRN w Prokowie utworzono – jako jedną z 8759 gromad na obszarze Polski – w powiecie kartuskim w woj. gdańskim na mocy uchwały nr 17/III/54 WRN w Gdańsku z dnia 5 października 1954. W skład jednostki weszły obszary dotychczasowych gromad Prokowo, Kosy, Grzybno (bez osady Kaliska) i Łapalice (bez parcel kat. Nr Nr 411/119, 412/118, 413/118 i 414/117 z obrębu kat. Łapalice) ze zniesionej gminy Kartuzy oraz obszar dotychczasowej gromady Pomieczyńska Huta wraz z terenami leśnymi (położonymi na południe od drogi łączącej Garcz z Pomieczyńska Hutą) z dotychczasowej gromady Sianowska Huta ze zniesionej gminy Sianowo w tymże powiecie. Dla gromady ustalono 21 członków gromadzkiej rady narodowej.
Na mocy uchwały Nr 9/XI/56 WRN w Gdańsku z 16 maja 1956, zatwierdzonej uchwałą Nr 559/56 Rady Ministrów z 11 września 1956, z gromady Prokowo wyłączono obszar parcel kat. Nr Nr 34, 92/40, 93/39, 94/35, 95/38, 96/37, 97/37, 98/36, 99/35, 100/39, 101, 4 i 28-33 (karta mapy Nr 1, obręb Mirachowo Leśne) oraz Nr Nr 106-112 i 128 (karta mapy Nr 1, obręb Pomieczyńska Huta) i włączony do gromady Sianowo w tymże powiecie.
1 stycznia 1960 gromadę zniesiono, a jej obszar włączono do gromad: Dzierżążno z siedzibą w Kartuzach (miejscowości Prokowo, Prokowskie Chrósty, Grzybno, Melgrowa Góra, Sarnowo, Łapalice, Mokre Łąki, Kosy, Bylewo i Dąbrowa) i Sianowo (miejscowości Pomieczyńska Huta, Sitna Góra i Nowiny) w tymże powiecie.